# 奧蘭治縣 (佛蒙特州)
奧蘭治縣（英語：Orange County，或譯橘郡）是美国佛蒙特州東部的一個縣，東鄰新罕布什尔州，面積2,172平方公里。根據2020年美國人口普查，该县有29,277人。縣治切尔西。該縣成立於1781年2月2日，縣名指的是奧蘭治威廉亲王，後來的英王威廉三世。